# Canelli
Canelli (Canèj en piemontès) és un municipi situat al territori de la província d'Asti, a la regió del Piemont (Itàlia).
Limita amb els municipis de Bubbio, Calamandrana, Calosso, Cassinasco, Loazzolo, Moasca, San Marzano Oliveto i Santo Stefano Belbo.
Pertanyen al municipi les frazioni de Sant'Antonio, Merlini, Santa Libera, Ceirole, Serra Masio, Braglia, Stazione, Fello, Secco, San Giovanni i Dota.

## Economia
L'economia de Canelli es basa en l'elaboració de vi escumós, i de tot lo relacionat amb això. La ciutat és una de les capitals mundials del vi escumós havent-hi cellers històrics com Gancia, Bosca, Contratto i Coppo, entre d'altres.

## Galeria fotogràfica

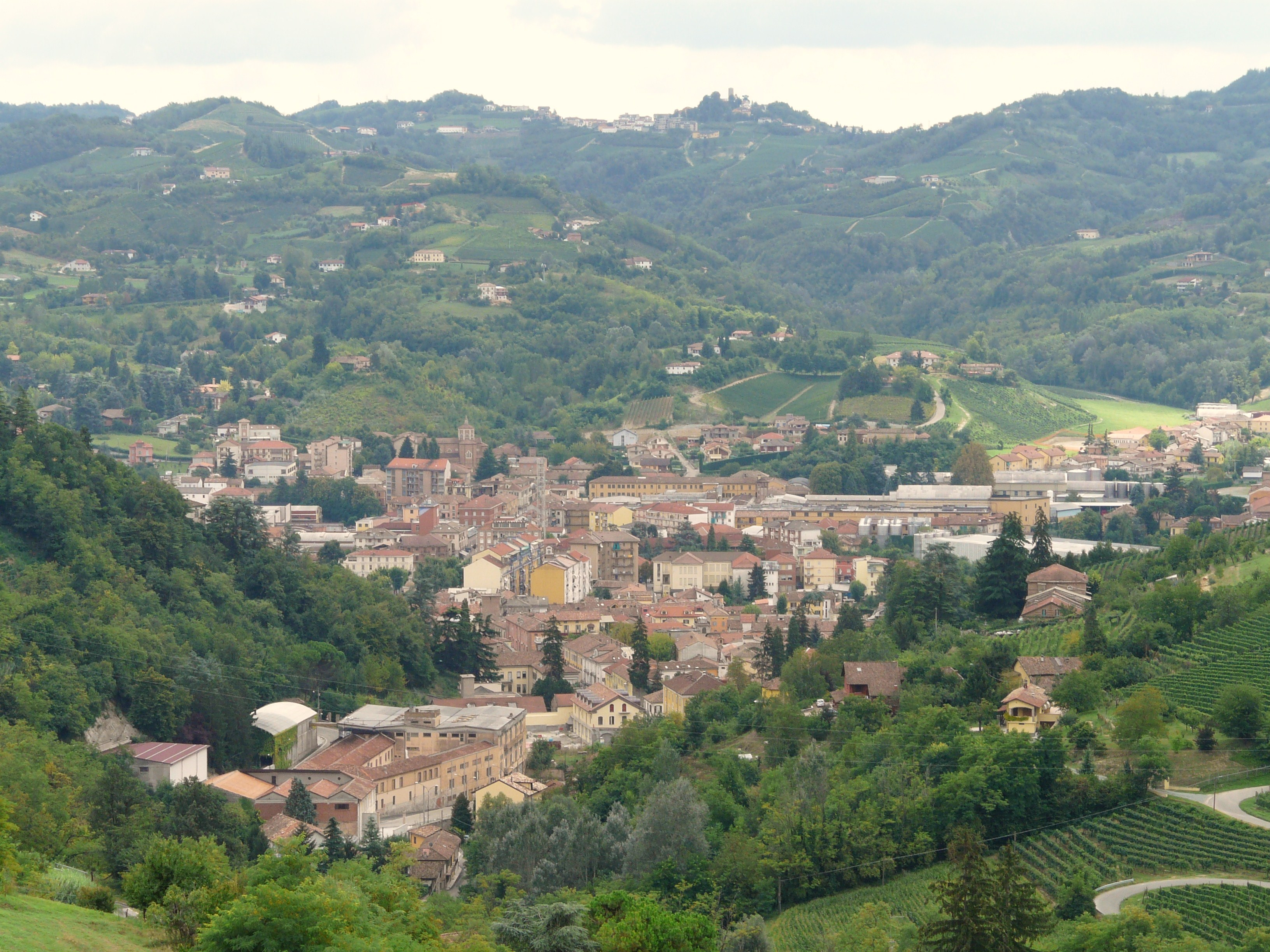
Vista del poble
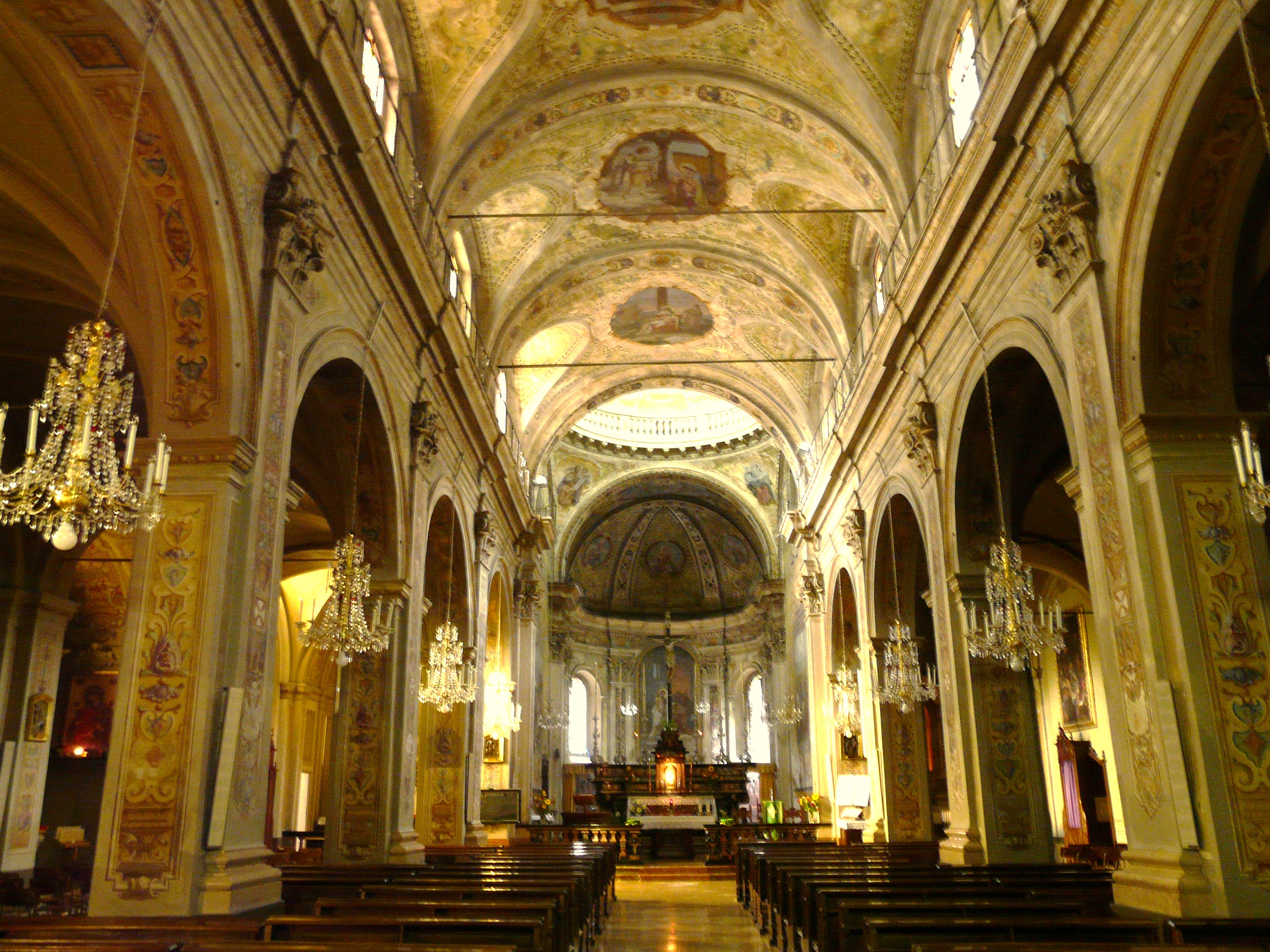
Església de S.Tomàs
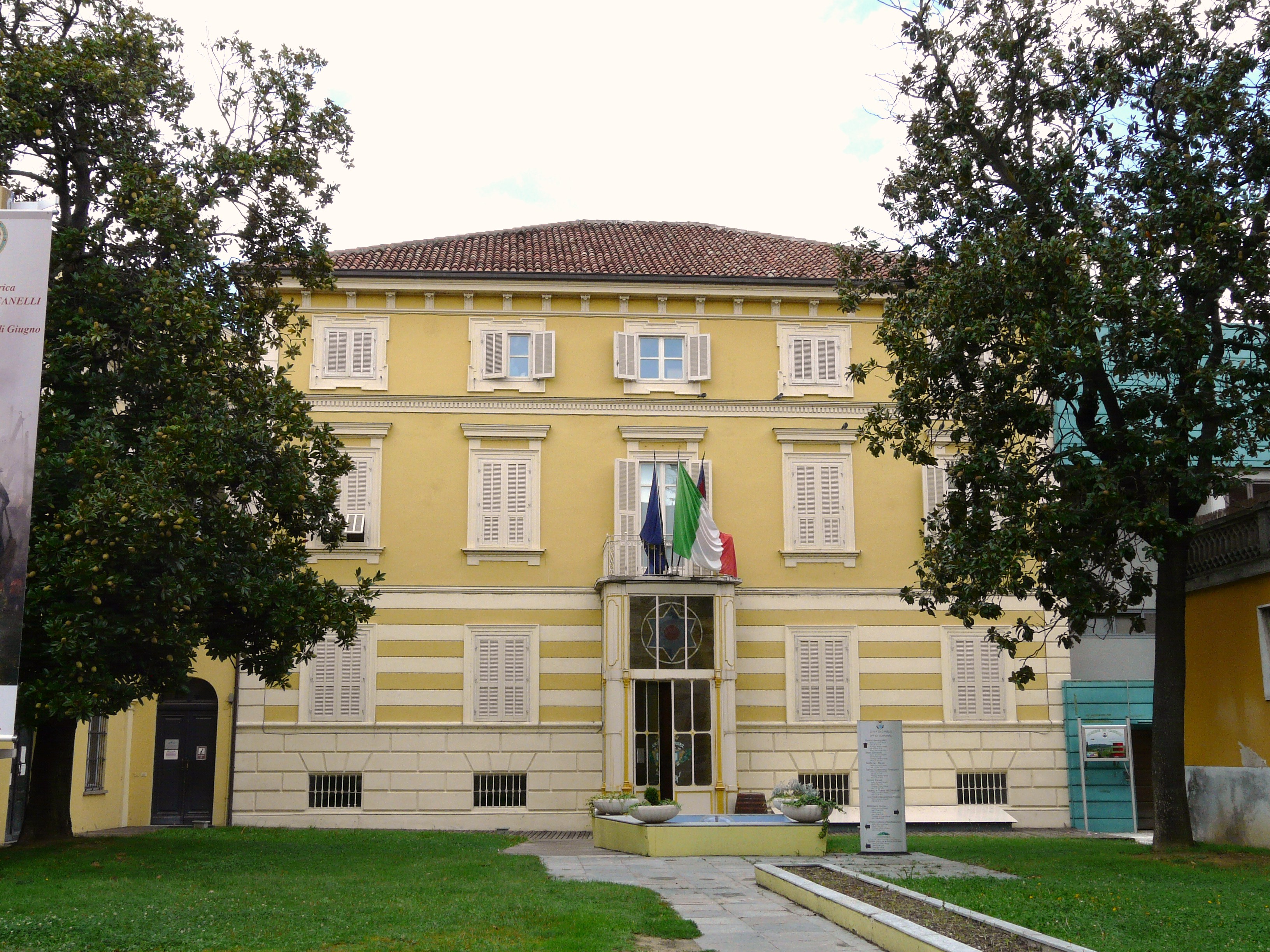
Ajuntament
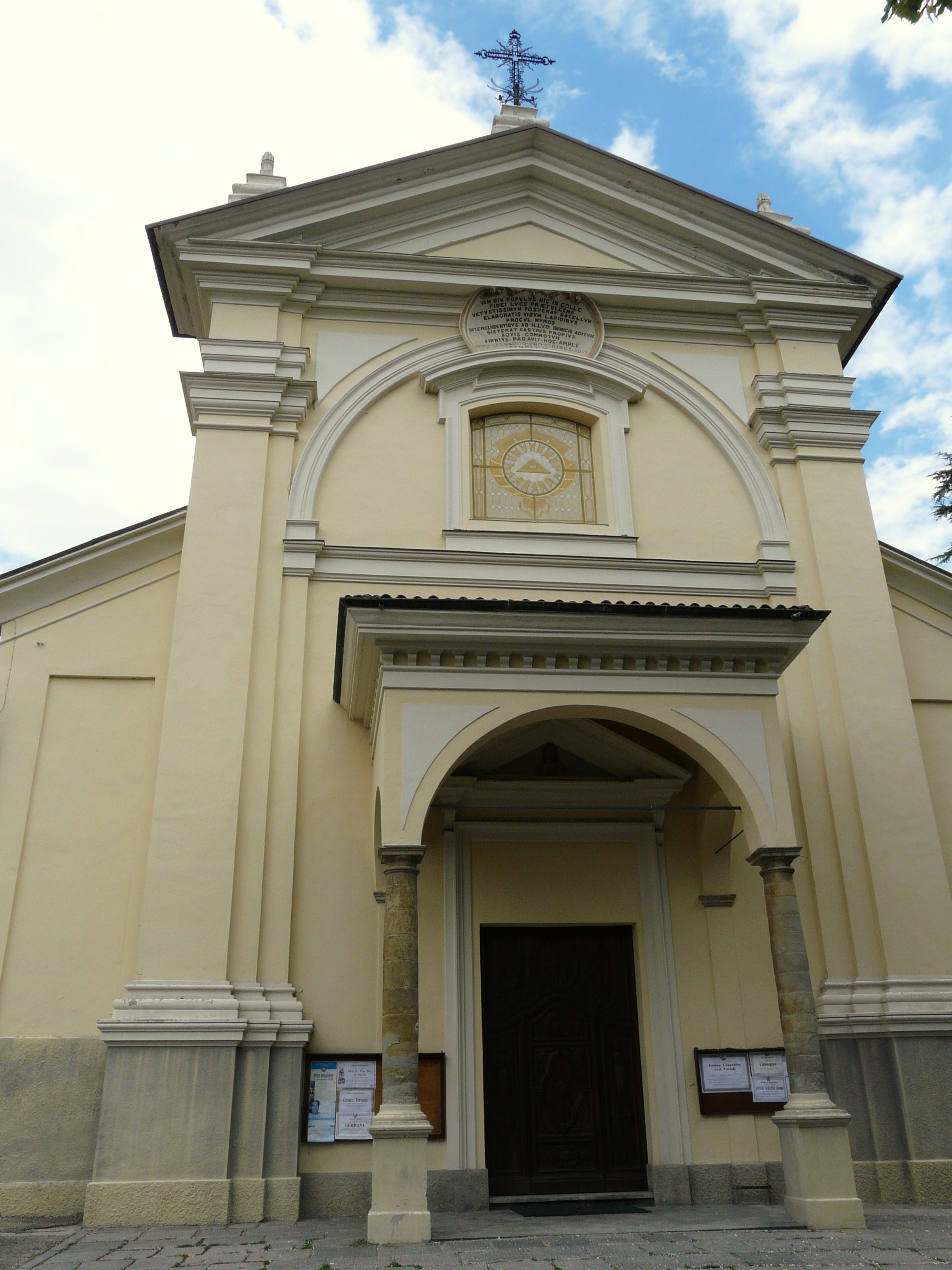
Església de S. Lleó